# ホルン・ジュラ
ホルン・ジュラ （Horn Gyula、1932年7月5日 - 2013年6月19日）は、ハンガリーの政治家。1994年から1998年まで同国首相を務めた。

## 経歴
1989年にハンガリー社会主義労働者党（共産党）のネーメト政権下で外相に就任。オーストリアとの国境沿いの鉄条網を撤去、東西冷戦下の鉄のカーテンを開けた。これがきっかけで旧東ドイツ市民が西側への脱出を図ろうとハンガリーに殺到し、約千人の東ドイツ人がオーストリアに脱出した汎ヨーロッパ・ピクニックにつながる。東ドイツ政府から抗議を受けたが、ホルンは「多くの国民に逃げられるような国を作ってきた責任を考えるべきだ」と一蹴し、公然と東ドイツ人の西側への脱出を認めることでドイツ統一に貢献した。この時の様子は後にNHKで1993年に放送された。
ホルンは2013年に死去した。80歳没。